# Cirrochroa myra
Cirrochroa myra är en fjärilsart som beskrevs av Hans Fruhstorfer 1907. Cirrochroa myra ingår i släktet Cirrochroa och familjen praktfjärilar. Inga underarter finns listade i Catalogue of Life.